# 桂皮斑鮃
桂皮斑鮃（学名：Pseudorhombus cinnamoneus），又名檸檬斑鮃;扁魚、希毛、青天烂，细毛等，为輻鰭魚綱鰈形目鰈亞目牙鮃科斑鮃屬下的一个种，為熱帶海水魚，分布於西太平洋區，從日本至南中國海海域，棲息深度20-164公尺，身體褐色，一個明顯的眼狀斑位於側線的直線與彎曲部份的會合處，身體有許多深色的環紋，魚鰭中間有黑斑，背鰭軟條77-89枚;臀鰭軟條60-69枚，體長可達35公分，棲息在沙泥底質海域，以魚類及甲殼類為食，生活習性不明，可做為食用魚，味道鲜美，肉质较软，类似虫蝶。